# 크로아티아 쿠나
쿠나(크로아티아어: kuna)는 1994년 5월 30일부터 2022년 12월 31일까지 통용된 크로아티아의 통화로 1 쿠나는 100 리파(lipa)에 해당된다. "쿠나"는 크로아티아어로 "담비"를 뜻하는데 이는 중세 시대 때 담비 가죽이 무역에 사용되었기 때문에 붙여진 이름이다. 보조 단위 "리파"는 크로아티아어로 "피나무"를 뜻한다.
크로아티아는 1994년 5월 30일에 쿠나를 도입했다. 당시 크로아티아 디나르와의 교환 비율은 1 크로아티아 쿠나 = 1,000 크로아티아 디나르였다. 1, 2, 5, 10, 20, 50 리파, 1, 2, 5, 25(기념주화) 쿠나 동전과 5, 10, 20, 50, 100, 200, 500, 1,000 쿠나 지폐가 통용되었다.
2013년 7월 1일에 유럽 연합에 가입한 크로아티아는 2020년 7월 10일을 기해 불가리아와 함께 ERM(유럽 환율 메커니즘) II에 가입했다. 유로와의 교환 비율은 1 유로 = 7.53450 크로아티아 쿠나이다. 2022년 7월 5일에는 유럽 의회가 크로아티아의 유로존 가입을 찬성 539표, 반대 45표, 기권 48표로 승인했고 2022년 7월 12일에는 유럽 연합 이사회가 크로아티아의 유로존 가입을 승인했다. 이에 따라 크로아티아는 2023년 1월 1일을 기해 유로를 도입했는데 쿠나는 2023년 1월 14일까지 유로와 함께 통용되었다.

## 같이 보기
- 크로아티아의 경제
- 크로아티아의 유로 주화